# Велорсе
Велорсе́ (фр. Velorcey) — коммуна во Франции, находится в регионе Франш-Конте. Департамент — Верхняя Сона. Входит в состав кантона Со. Округ коммуны — Люр.
Код INSEE коммуны — 70541.

## География
Коммуна расположена приблизительно в 320 км к юго-востоку от Парижа, в 65 км севернее Безансона, в 19 км к северо-востоку от Везуля.

## Население
Население коммуны на 2010 год составляло 212 человек.
| 1962 | 1968 | 1975 | 1982 | 1990 | 1999 | 2010 |
| ---- | ---- | ---- | ---- | ---- | ---- | ---- |
| 113  | 118  | 103  | 101  | 114  | 130  | 212  |

## Экономика
В 2010 году среди 146 человек трудоспособного возраста (15—64 лет) 115 были экономически активными, 31 — неактивными (показатель активности — 78,8 %, в 1999 году было 75,6 %). Из 115 активных жителей работали 101 человек (58 мужчин и 43 женщины), безработных было 14 (4 мужчины и 10 женщин). Среди 31 неактивных 13 человек были учениками или студентами, 11 — пенсионерами, 7 были неактивными по другим причинам.